# Косяк, Иван
Ива́н Кося́к (бел. Іван Касяк; 1 ноября 1909, с. Гири, Вилейский уезд, Виленская губерния, Российская империя — 13 марта 1989, Чикаго, США) — белорусский общественный деятель, коллаборационист в годы ВОВ.

## Биография
Родился в селе Гири (ныне Вилейский район, Минская область, Республика Беларусь).
Выпускник Виленской белорусской гимназии, во время учёбы влился в коммунистическое движение. Поступив в университет Стефана Батория, стал членом Белорусского студенческого союза и Товарищества белорусской школы. В 1932 году за коммунистическую деятельность отчислен из университета и осуждён на 2 года заключения.
Окончил политехнический институт во Львове (1941). По специальности — инженер. Был комсомольским активистом. Сотрудничал с нацистскими оккупантами. С лета 1941 года находился в Минске, работал в генеральном комиссариате, руководил отделом культуры Белорусской народной самопомощи и её представительством в Вилейке. Сторонник автокефалии Белорусской православной церкви, один из инициаторов проведения Всебелорусского церковного собора в Минске (август-сентябрь 1942 года). С начала 1944 года исполнял обязанности полномочного представителя Белорусской центральной рады (БЦР) в Глубокском округу. На Всебелорусском конгрессе в Минске избран заместителем председателя (27 июля[уточнить] 1944).
С лета 1944 года — в Германии, а с 1949 года — в США. Член Белорусского православного объединения, участник восстановительного пленума БЦР (1948), секретарь БЦР (1948—1951). Возглавлял Белорусский конгресс-комитет Америки (1957—1989). Активно участвовал в жизни белорусской эмиграции, сотрудничал с Конгрессом белорусов Америки, различными антикоммунистическими организациями, включая Всемирную антикоммунистическую лигу. Стал автором ряда исследований по истории Белоруссии.
Не признал Белорусской автокефальной православной церкви Сергия (Охотенко) и Рады БНР.
Похоронен в Саут-Ривере, на кладбище церкви св. Евфросиньи Полоцкой.